# Vector fila
En àlgebra lineal, s'anomenen vectors fila les formes lineals d'un espai vectorial. Els vectors fila són, per tant, els elements de l'espai dual d'un espai vectorial.

## Vegeu
- Forma lineal
- Espai dual